# Joseph Nduquidi
Joseph Nduquidi, né le 31 octobre 2004 à Metz en France, est un footballeur franco-angolais qui évolue au poste de milieu central au FC Metz.

## Biographie

### En club
Né à Metz en France, Joseph Nduquidi commence le football avec l'US Forbach, prenant sa première licence à l'âge de sept ans. Il est ensuite repéré par le FC Metz qu'il rejoint en 2017, et où il poursuit sa formation.
C'est avec ce club qu'il commence sa carrière professionnelle, jouant son premier match le 30 juillet 2022, lors d'une rencontre de championnat face au Amiens SC. Il entre en jeu et son équipe s'impose par trois buts à zéro.
Joseph Nduquidi fait sa première apparition en Ligue 1 le 27 août 2023, lors de la troisième journée de la saison 2023-2024, face au Clermont Foot 63. Il entre en jeu et son équipe l'emporte par un but à zéro,.

### En sélection
Joseph Nduquidi est sélectionné avec l'équipe de France des moins de 20 ans, jouant un total de trois matchs avec cette sélection en 2023.
En mai 2024, il est appelé par le sélectionneur de l’Angola, pour participer à la Coupe COSAFA  qui se déroule en Afrique du Sud.

## Statistiques
| Saison                | Club                  | Championnat           | Championnat | Championnat | Championnat | Coupe(s) nationale(s) | Coupe(s) nationale(s) | Coupe(s) nationale(s) | Play-offs | Play-offs | Play-offs | Total | Total | Total |
| Saison                | Club                  | Division              | M.          | B.          | P.d.        | M.                    | B.                    | P.d.                  | M.        | B.        | P.d.      | M.    | B.    | P.d.  |
| 2022-2023             | FC Metz               | Ligue 2               | 14          | 0           | 0           | 2                     | 0                     | 0                     | -         | -         | -         | 16    | 0     | 0     |
| 2023-2024             | FC Metz               | Ligue 1               | 13          | 0           | 0           | -                     | -                     | -                     | -         | -         | -         | 13    | 0     | 0     |
| 2024-2025             | FC Metz               | Ligue 2               | 10          | 0           | 0           | 2                     | 0                     | 0                     | -         | -         | -         | 12    | 0     | 0     |
| 2024-2025             | FC Metz               | Ligue 1               | 1           | 0           | 0           | -                     | -                     | -                     | -         | -         | -         | 1     | 0     | 0     |
| Sous-total            | Sous-total            | Sous-total            | 38          | 0           | 0           | 4                     | 0                     | 0                     | -         | -         | -         | 42    | 0     | 0     |
| Total sur la carrière | Total sur la carrière | Total sur la carrière | 38          | 0           | 0           | 4                     | 0                     | 0                     | -         | -         | -         | 42    | 0     | 0     |